# حمود الهتار
القاضي حمود عبد الحميد محمد الهتار رجل دين إسلامي وسياسي يمني معروف من أبناء محافظة إب.

## مولده
ولد في 1 يناير 1955 وله أحد عشر من الابناء 4 ذكور و 7 إناث

## المستوى التعليمي
حاصل على درجة الماجستير في العلوم القضائية من المعهد العالي للقضاء قسم الدراسات العليا سنة 1983 إضافة إلى الإجازات العلمية التي حصل عليها من مشايخه علماء الدين الذين تلقى العلم عنهم.

## نبذه عن مسيرة حياته
شارك في العديد من الأحداث والتحولات السياسية التي شهدتها الساحة اليمنية منذ عام 1979. اشتُهِر وعُرف القاضي حمود الهتار في عهد نظام الرئيس السابق علي عبد الله صالح، أي ما قبل ثورة الشباب اليمنية، بإصلاح السجناء داخل السجون اليمنية ومحاورته للعديد من قيادات وأعضاء تنظيم القاعدة في اليمن والمتشددين الإسلاميين الآخرين، ومناقشتهم حول وجهة نظر الإسلام حول حقيقة الجهاد وحول وفلسفة تنظيم القاعدة المصنف عالمياً منظمة إرهابية، واعتُبر عمل الهتار مع أولئك السجناء ناجح على نطاق واسع، ويعتقد أنه لا يوجد إرهابي تم تأهيله عاد إلى ممارسة الإرهاب مجددًا. وعند قيام ثورة الشباب اليمنية في 11 فبراير 2011، وكان حينها وزيرًا للأوقاف والإرشاد، أعلن القاضي انشقاقه عن نظام الرئيس علي عبد الله صالح وتأييده لثورة الشباب في اليمن.
- رئيس الفريق القانوني المساند لمجلس القيادة الرئاسي .[2]
- عضو مجمع البحوث بالأزهر الشريف.
- رئيس لجنة الحوار الفكري في اليمن.

## المناصب التي تولاها سابقاً
- رئيس المحكمة العليا
- وزير الأوقاف والإرشاد.
- عضو الهيئة العلمية لتقنين أحكام الشريعة الإسلامية.
- عضو مجلس القضاء الأعلى
- عضو المحكمة العليا.
- رئيس محكمة استئناف العاصمة صنعاء.
- رئيس محكمة استئناف محافظة ذمار.
- رئيس محكمة استئناف محافظتي صنعاء والجوف.
- رئيس المحكمة الجزائية الابتدائية بصنعاء.
- عضو هيئة التفتيش القضائي – مدير عام الشكاوى والتحقيقات بوزارة العدل.

## الأعمال والوظائف غير القضائية التي تولاها
- الخطابة والتدريس والدعوة إلى الله بالحكمة والموعظة الحسنة والجدال بالتي هي أحسن منذ عام 1975.
- عضو هيئة التدريس بالمعهد العالي للقضاء.
- نائب رئيس المنتدى القضائي (جمعية القضاة).
- مدير عام مدارس تحفيظ القرآن الكريم.
- عضو جمعية علماء اليمن.
- عضو مجلس أمناء الاتحاد العالمي لعلماء المسلمين.
- رئيس هيئة التعاون الأهلي لمديرية حبيش ثم رئيساً للمجلس المحلي.
- رئيس المنظمة اليمنية لحقوق الإنسان.

## الموتمرات التي شارك فيها
شارك في العديد من المؤتمرات المتخصصة في الشريعة – القانون – القضاء – الديمقراطية – حقوق الإنسان.
وأعداد بعض الدراسات والبحوث حول بعض القضايا الملحة ومنها:
1. حقوق غير المسلمين.
2. حقوق المرأة في الإسلام
3. استقلال القضاء.
4. خطط الإصلاح القضائي وغيرها.

•	رأس وشارك في العديد من الجمعيات والهيئات واللجان الخيرية والاجتماعية.